# Medard Czauderna
Medard Czauderna (ur. 1864, zm. 1933) – polski urzędnik skarbowy.

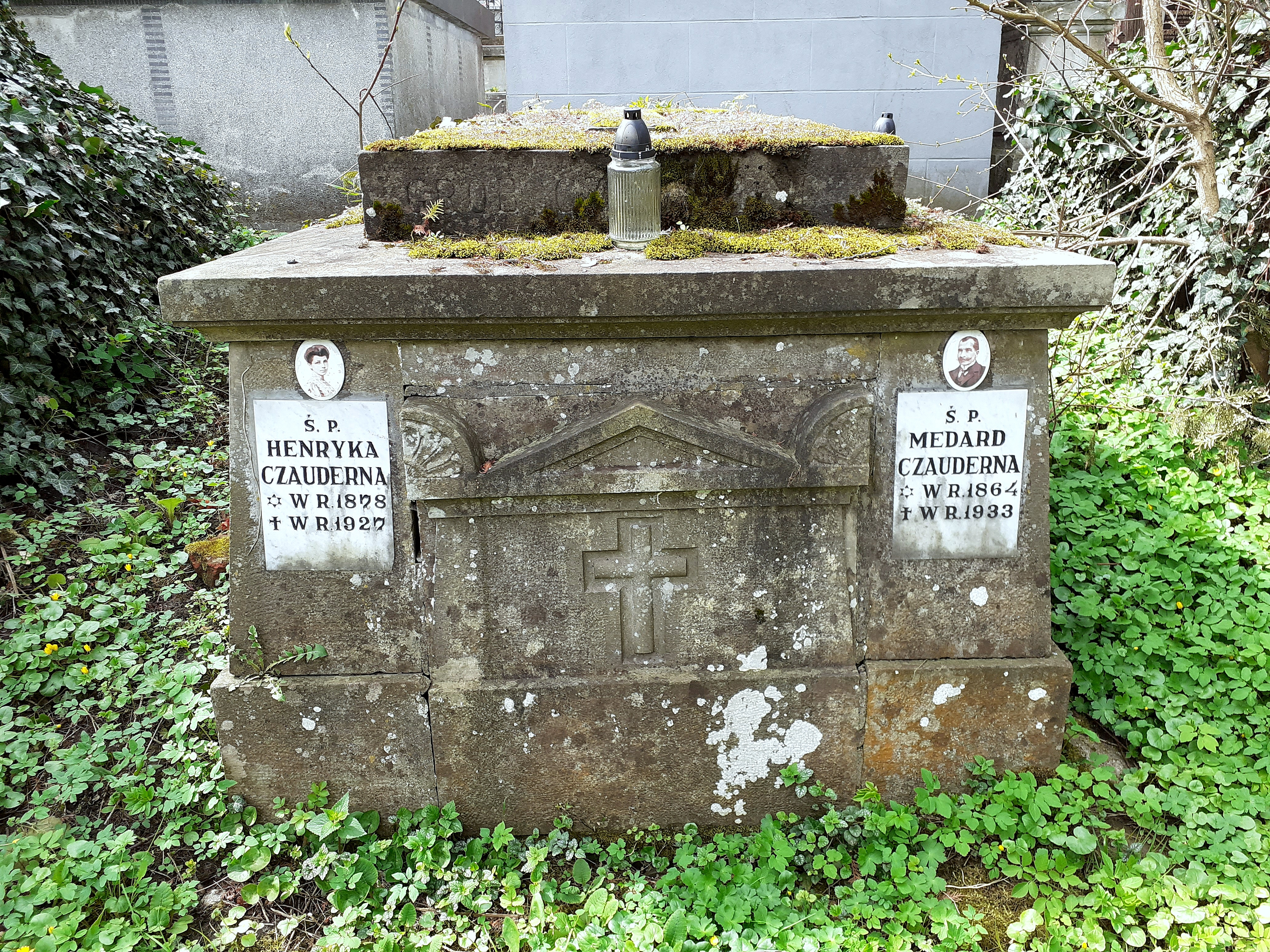
Grobowie Henryki i Medarda Czauderna

## Życiorys
Podczas zaboru austriackiego w ramach autonomii galicyjskiej podjął służbę w skarbowości. W 1895 był koncypistą skarbowym oddziału podatkowego C. K. starostwa powiatu mościskiego. Na przełomie XIX/XX wieku pełnił funkcję sekretarza Towarzystwa Zaliczkowego w Mościskach. Był członkiem zwyczajnym Towarzystwa dla Popierania Nauki Polskiej.
Podczas I wojny światowej pełniąc urząd starszego radcy skarbowego w Przemyślu został odznaczony Krzyżem Wojennym za Zasługi Cywilne II klasy. 29 marca 1917 został wybrany we Lwowie członkiem wydziału Krajowego Stowarzyszenia „Czerwonego Krzyża”.
W 1926 w Przemyślu został członkiem zarządu koła TSL oraz zasiadł w komitecie pomocy dla bezrobotnych.
Sprawował posadę naczelnika urzędu skarbowego i z dniem 1 czerwca 1929 został przeniesiony w stan spoczynku.
Zmarł w 1933 i został pochowany na cmentarzu Głównym w Przemyślu (kwatera 16-8-8).